# Sorex buchariensis
Sorex buchariensis е вид бозайник от семейство Земеровкови (Soricidae).

## Разпространение
Видът е разпространен в Киргизстан, Таджикистан и Узбекистан.